# Resolució 978 del Consell de Seguretat de les Nacions Unides
La Resolució 978 del Consell de Seguretat de les Nacions Unides fou adoptada per unanimitat el 27 de febrer de 1995. Després de recordar tots els resolucions anteriors sobre Ruanda, incloses les 935 (1994) i 955 (1994), el Consell ha demanat als Estats membres l'arrest i la detenció dels presumptes responsables d'actes durant el genocidi de Ruanda dins de la jurisdicció del Tribunal Penal Internacional per a Ruanda (TPIR).
El Consell de Seguretat expressà la seva preocupació pels informes de genocidi i violacions sistemàtiques del dret internacional humanitari comeses a Ruanda. Aquests informes van ser confirmats per la Comissió d'Experts en virtut de la Resolució 935. També hi havia preocupació pel que fa als atacs contra els refugiats que voluntàriament vulguin tornar a Ruanda i la situació als camps de refugiats. Es va afirmar que els responsables d'aquests actes havien de ser posats en mans de la justícia.
Dirigint-se als Estats membres, el Consell va demanar la detenció d'aquelles persones al seu territori de les que hi hagués evidències suficients que eren responsables dels actes realitzats dins de la jurisdicció del TPIR. Els països que detinguin sospitosos informaran al secretari general Boutros Boutros-Ghali i al fiscal del TPIR Richard Goldstone dels detalls pertinents sobre la seva identitat, la causa de la seva detenció i l'evidència en contra ells. També es va demanar als països rellevants que cooperin amb els representants de la Comitè Internacional de la Creu Roja i els investigadors al TPIR.
Tots els atacs a les persones en els camps de refugiats a les fronteres de Ruanda van ser fortament condemnats i el Consell van demanar la prevenció d'aquests actes. Es va instar els Estats en el territori dels quals tinguin lloc els atacs a prendre mesures de conformitat amb el dret nacional i internacional, i a reunir prou evidències per detenir els responsables.
Resolució 978 no era vinculant per als Estats membres, ja que no es va invocar el Capítol VII.